# اندری روسل
اندری روسل (انگلیسی: Andriy Rusol؛ زادهٔ ۱۶ ژانویهٔ ۱۹۸۳) بازیکن فوتبال اهل اوکراین است. وی همچنین در تیم ملی فوتبال اوکراین بازی کرده‌است.